# Campeonato do Mundo B de Hóquei em Patins de 1992
O Campeonato do Mundo B de Hóquei Patins de 1992 Foi a 5ª edição do Campeonato do Mundo B de Hóquei em Patins, que se realiza a cada dois anos. É uma competição organizada pela FIRS (Federação Internacional de Desportos sobre patins) que apura os 3 primeiros classificados para o Campeonato do Mundo de Hóquei em Patins Masculino de 1993.A competição decorreu em Andorra la Vieja, Andorra entre os dias 17 de Outubro e 24 de Outubro.

## Inscritos
Estão representados os cinco continentes na 5ª edição do Campeonato do Mundo B de Hóquei em Patins.
| Continente | Pais       | Continente | Pais          | Continente | Pais      | Continente | Pais          |
| ---------- | ---------- | ---------- | ------------- | ---------- | --------- | ---------- | ------------- |
| Europa     | Andorra    | Americano  | Canadá        | Asia       | Japão     | Africa     | Angola        |
| Europa     | França     | Americano  | México        | Asia       | Macau     | Africa     | África do Sul |
| Europa     | Inglaterra | Oceania    | Austrália     | Asia       | Paquistão | Africa     | Moçambique    |
| Europa     | Áustria    | Oceania    | Nova Zelândia | Asia       | Índia     | Asia       | Israel        |

## Fase de Grupos

### Grupo A
| Time          | J | V | E | D | GP | GC | SG  | Pts |
| ------------- | - | - | - | - | -- | -- | --- | --- |
| França        | 3 | 3 | 0 | 0 | 48 | 0  | +48 | 9   |
| Nova Zelândia | 3 | 2 | 0 | 1 | 22 | 18 | +4  | 6   |
| Japão         | 3 | 1 | 0 | 2 | 16 | 23 | −7  | 3   |
| Israel        | 3 | 0 | 0 | 3 | 4  | 49 | −45 | 0   |

|               | FRA | NZL  | JPN  | ISR  |
| ------------- | --- | ---- | ---- | ---- |
| França        | –   | 12–0 | 17–0 | 19–0 |
| Nova Zelândia |     | –    | 5–3  | 17–3 |
| Japão         |     |      | –    | 13–1 |
| Israel        |     |      |      | –    |

### Grupo B
| Time          | J | V | E | D | GP | GC | SG  | Pts |
| ------------- | - | - | - | - | -- | -- | --- | --- |
| Austrália     | 3 | 2 | 1 | 0 | 29 | 3  | +26 | 7   |
| Macau         | 3 | 1 | 2 | 0 | 14 | 12 | +2  | 5   |
| África do Sul | 3 | 1 | 1 | 1 | 10 | 22 | −12 | 4   |
| Áustria       | 3 | 0 | 0 | 3 | 8  | 24 | −16 | 0   |

|               | AUS | MAC | AFS | AUT  |
| ------------- | --- | --- | --- | ---- |
| Austrália     | –   | 7–7 | 3–2 | 5–3  |
| Macau         |     | –   | 7–7 | 5–2  |
| África do Sul |     |     | –   | 10–1 |
| Áustria       |     |     |     | –    |

### Grupo C
| Time       | J | V | E | D | GP | GC | SG  | Pts |
| ---------- | - | - | - | - | -- | -- | --- | --- |
| Moçambique | 3 | 3 | 0 | 0 | 41 | 8  | +33 | 9   |
| Angola     | 3 | 2 | 0 | 1 | 56 | 8  | +48 | 6   |
| Canadá     | 3 | 1 | 0 | 2 | 24 | 30 | −6  | 3   |
| Índia      | 3 | 0 | 0 | 3 | 7  | 82 | −75 | 0   |

|            | MOZ | ANG | CAN  | IND  |
| ---------- | --- | --- | ---- | ---- |
| Moçambique | –   | 3–1 | 8–6  | 30–1 |
| Angola     |     | –   | 16–5 | 39–0 |
| Canadá     |     |     | –    | 13–6 |
| Índia      |     |     |      | –    |

### Grupo D
| Time       | J | V | E | D | GP | GC | SG  | Pts |
| ---------- | - | - | - | - | -- | -- | --- | --- |
| Inglaterra | 3 | 3 | 0 | 0 | 39 | 6  | +33 | 9   |
| Andorra    | 3 | 2 | 0 | 1 | 14 | 18 | −4  | 6   |
| México     | 3 | 1 | 0 | 2 | 10 | 12 | −2  | 3   |
| Paquistão  | 3 | 0 | 0 | 3 | 4  | 31 | −27 | 0   |

|            | ING | AND | MEX  | PAK  |
| ---------- | --- | --- | ---- | ---- |
| Inglaterra | –   | 4–3 | 6–2  | 40–0 |
| Andorra    |     | –   | 12–2 | 45–2 |
| México     |     |     | –    | 25–1 |
| Paquistão  |     |     |      | –    |

## 2ªFase
Os primeiros e segundos dos grupos da primeira fase ocuparam os grupos E e F da segunda fase (luta pelo primeiro lugar).O terceiro e quarto de cada grupo na primeira fase foram distribuídos entre os grupos G e H do segundo (eles tocaram as posições do nono ao décimo sexto). 

### Grupo E
| Time       | J | V | E | D | GP | GC | SG  | Pts |
| ---------- | - | - | - | - | -- | -- | --- | --- |
| França     | 3 | 3 | 0 | 0 | 24 | 5  | +19 | 9   |
| Angola     | 3 | 2 | 0 | 1 | 17 | 9  | +8  | 6   |
| Macau      | 3 | 1 | 0 | 2 | 13 | 34 | −21 | 3   |
| Inglaterra | 3 | 0 | 0 | 3 | 5  | 11 | −6  | 0   |

|            | FRA | ANG | MAC  | ING |
| ---------- | --- | --- | ---- | --- |
| França     | –   | 3–1 | 16–2 | 5–2 |
| Angola     |     | –   | 15–6 | 1–0 |
| Macau      |     |     | –    | 5–3 |
| Inglaterra |     |     |      | –   |

### Grupo F
| Time          | J | V | E | D | GP | GC | SG | Pts |
| ------------- | - | - | - | - | -- | -- | -- | --- |
| Andorra       | 3 | 3 | 0 | 0 | 19 | 10 | +9 | 9   |
| Moçambique    | 3 | 2 | 0 | 1 | 15 | 9  | +6 | 6   |
| Austrália     | 3 | 1 | 0 | 2 | 13 | 16 | −3 | 3   |
| Nova Zelândia | 3 | 0 | 0 | 3 | 5  | 11 | −6 | 0   |

|               | AND | MOZ | AUS | NZL |
| ------------- | --- | --- | --- | --- |
| Andorra       | –   | 6–5 | 7–5 | 6–0 |
| Moçambique    |     | –   | 6–1 | 4–2 |
| Austrália     |     |     | –   | 7–3 |
| Nova Zelândia |     |     |     | –   |

### Grupo G
| Time    | J | V | E | D | GP | GC | SG  | Pts |
| ------- | - | - | - | - | -- | -- | --- | --- |
| México  | 3 | 3 | 0 | 0 | 24 | 8  | +16 | 9   |
| Áustria | 3 | 1 | 1 | 1 | 29 | 16 | +13 | 4   |
| Japão   | 3 | 1 | 1 | 1 | 15 | 13 | +2  | 4   |
| Índia   | 3 | 0 | 0 | 3 | 9  | 27 | −18 | 0   |

|         | MEX | AUT | JPN | IND  |
| ------- | --- | --- | --- | ---- |
| México  | –   | 6–5 | 4–2 | 14–1 |
| Áustria |     | –   | 5–5 | 19–5 |
| Japão   |     |     | –   | 8–4  |
| Japão   |     |     |     | –    |

### Grupo H
| Time          | J | V | E | D | GP | GC | SG  | Pts |
| ------------- | - | - | - | - | -- | -- | --- | --- |
| África do Sul | 3 | 3 | 0 | 0 | 61 | 7  | +54 | 9   |
| Canadá        | 3 | 2 | 0 | 1 | 43 | 12 | +31 | 6   |
| Israel        | 3 | 1 | 0 | 2 | 12 | 43 | −31 | 3   |
| Paquistão     | 3 | 0 | 0 | 3 | 5  | 59 | −54 | 0   |

|               | AFS | CAN | ISR  | PAK  |
| ------------- | --- | --- | ---- | ---- |
| África do Sul | –   | 7–5 | 22–1 | 32–1 |
| Canadá        |     | –   | 18–4 | 20–1 |
| Israel        |     |     | –    | 7–3  |
| Paquistão     |     |     |      | –    |

## Fase Final
| CAMPEÃO DO MUNDO DE HÓQUEI EM PATINS B 1992 |
| ------------------------------------------- |
| ANDORRA PRIMEIRO TITULO                     |

| Lugar     | Partido       | Partido | Partido    | Resultado |
| --------- | ------------- | ------- | ---------- | --------- |
| 1º - 2º   | Andorra       | -       | França     | 5-3       |
| 3º - 4º   | Moçambique    | -       | Angola     | 1-2       |
| 5º - 6º   | Austrália     | -       | Macau      | 5-11      |
| 7º - 8º   | Nova Zelândia | -       | Inglaterra | 5-6       |
| 9º - 10º  | África do Sul | -       | México     | 4-5       |
| 11º - 12º | Canadá        | -       | Áustria    | 5-6       |
| 13º - 14º | Israel        | -       | Japão      | 4-6       |
| 15º - 16º | Paquistão     | -       | Índia      | 2-17      |

## Classificação final
| 1. Andorra        |
| 2. França         |
| 3. Angola         |
| 4. Moçambique     |
| 5. Macau          |
| 6. Austrália      |
| 7. Inglaterra     |
| 8. Nova Zelândia  |
| 9. México         |
| 10. África do Sul |
| 11. Áustria       |
| 12. Canadá        |
| 13. Japão         |
| 14. Israel        |
| 15. Índia         |
| 16. Paquistão     |